# Cynthia Mascitto
Cynthia Mascitto (* 4. Oktober 1992 in Montreal) ist eine italienische Shorttrackerin.

## Werdegang
Mascitto trat international erstmals bei den Juniorenweltmeisterschaften 2011 in Courmayeur in Erscheinung. Dort gewann sie die Silbermedaille mit der Staffel. Ihr Debüt im Shorttrack-Weltcup hatte sie zu Beginn der Saison 2016/17 in Calgary. Dabei belegte sie jeweils den 13. Platz über 500 m und über 1000 m und den sechsten Platz mit der Staffel. Es folgten zwei Top-Zehn-Platzierungen, darunter Platz drei über 1000 m in Minsk und erreichte damit den 12. Gesamtrang. In der folgenden Saison errang sie bei den Europameisterschaften 2018 in Dresden den fünften Platz mit der Staffel und bei den Olympischen Winterspielen 2018 in Pyeongchang den 26. Platz über 1000 m. Bei den Weltmeisterschaften 2018 in Montreal lief sie auf den 23. Platz im Mehrkampf und den vierten Rang mit der Staffel. In der Saison 2018/19 kam sie im Weltcup über 1000 m zweimal unter die ersten Zehn, darunter Platz drei in Dresden und erreichte damit den 15. Gesamtrang. Bei den Weltmeisterschaften 2019 in Sofia belegte sie den 16. Platz im Mehrkampf. Im Dezember 2019 holte sie in Nagoya mit der Staffel ihren ersten Weltcupsieg. Bei den Europameisterschaften 2020 in Debrecen wurde sie Siebte im Mehrkampf und holte mit der Staffel die Silbermedaille.

## Weltcupsiege im Team
| Nr. | Datum            | Ort      |
| --- | ---------------- | -------- |
| 1.  | 1. Dezember 2019 | Nagoya 1 |

## Persönliche Bestzeiten
- 500 m      43,317 s (aufgestellt am 8. Dezember 2019 in Shanghai)
- 1000 m    1:28,241 min. (aufgestellt am 3. November 2019 in Salt Lake City)
- 1500 m    2:20,693 min. (aufgestellt am 13. November 2016 in Salt Lake City)
- 3000 m    5:33,509 min. (aufgestellt am 18. Januar 2015 in Montreal)